# Český Krumlov
Český Krumlov (în germană Krummau) este un oraș medieval situat în Boemia de sud, respectiv în sud-vestul Cehiei, care practic nu s-a schimbat din secolul al XVIII-lea. Este unul din cele mai atractive orașe ale Cehiei și se află la momentul actual sub protecția UNESCO. Orașul este străbătut de râul Vltava (în germană Moldau). Numele Krumlov este un derivat al germanului Krumme Aue, care ar putea fi tradus prin „luncă sinuoasă”, nume care redă fidel topografia plină de meandre a Vltavei.

## Poziția geografică
- sud-vestul Cehiei \ Boemia de sud

## Istoria
Construcția orașului și a castelului a început în secolul al XIII-lea la un vad pe  râul Vltava, ce era important pe drumurile comerciale din Boemia. În 1302 orașul și castelul au fost deținute de Casa de Rosenberg. Împăratul Rudolf al II-lea a cumpărat Krumlov în 1602 și a dat-o fiului său naturale Julius d'Austria. Împăratul Ferdinand al II-lea a dat Krumlov la Casa de Eggenberg. Din 1719 până în 1945, castelul a apartinut Casei de Schwarzenberg. Cele mai multe dintre arhitectura vechi oraș și castel datează din 14, prin secolele 17; structurile orașului sunt în majoritate în stil gotic, renascentist, baroc și stiluri. Elementul central al orașului vechi se află la o cot potcoavă a  râului, cu vechiul cartier Latran și castelul de pe cealaltă parte a  Vltava.  Orașul a fost resedinta Ducat al Krumlov. 8,662 de locuitori trăiau în Krumau an der Moldau în 1910, inclusiv 7,367 germani și cehi 1.295.  În timpul erei interbelică a fost parte din Cehoslovacia. Între 1938 și 1945 a fost anexată de Germania nazistă, ca parte a regiunea sudetă. Populația vorbitoare de limbă germană a orașului au fost expulzați  după al doilea război mondial și a fost dat în Cehoslovacia. [4]  In  timpul erei comuniste din Cehoslovacia, Krumlov căzut în stare proastă,  dar de la Revoluția de Catifea din 1989 o mare parte din fostul  frumusețea orașului a fost restaurată, iar acum este o destinație de  vacanță importantă popular cu turisti din Germania, Austria și dincolo  de, în măsura în care China. În august 2002, orașul a suferit de daune în marele potop al râului Vltava.

## Cultura
Český Krumlov găzduiește o serie de festivaluri și alte evenimente în fiecare an, inclusiv Festivalul Trandafirilor cu cinci petale (numele este derivat din creasta Rožmberk de un rosu petală 5 trandafir), care este sărbătorită în weekend de solstițiului de vară, în iunie. Zona centrală a orașului este recreat ca un oras medieval cu meșteșugari, artiști, muzicieni, și localnici îmbrăcați în costume din Evul Mediu. Diverse activități, cum ar fi jousting, garduri, spectacole de dans istorice, și de teatru popular loc la castelul, parcul locale, și malul, printre alte locuri. Festivalul se încheie cu un spectacol de artificii deasupra castelului.
Internațional de Festivalul de Muzica Český Krumlov este unul dintre evenimentele culturale ale verii. Festivalul începe în iulie și se termină în august, și oferă muzică internațională de variate genuri muzicale. [7] În plus, diverse alte festivaluri sunt germinare sus pe tot parcursul anului. Vară festivaluri de muzică din Cesky Krumlov include, de asemenea cele mai recente blues, rock, și festivalul sufletul Open Air Krumlov, care are loc anual la sfârșitul lunii iunie, la Eggenberg Brewery Garden în Cesky Krumlov.
Având în vedere că Revoluția de Catifea din 1989, peste optzeci restaurante au fost stabilite în zona. Multe restaurante sunt situate de-a lungul râului și aproape de castel.
Există un muzeu dedicat Moldavite piatră semi-prețioase în centrul orașului. [8]

## Transport
Există o stație de cale ferată în Český Krumlov cu legături în direcția České Budějovice și Český Kříž, având trenuri operate de compania Dráhy České. Dar conexiunea este destul de lent și nu există nici o legătură directă cu capitala, Praga. Legătură directă cu Praga este posibilă numai prin linii de autobuz, operate de către Agenția Student, CSAD České Budějovice. De asemenea, M exprima cu cooperarea cu LEO Express companie operează linia de autobuz LEO Express Easy, care se conectează Český Krumlov cu centrul orașului Praga.

## Obiective turistice
- Unul din cele mai impresionante monumente istorice este Castelul Český Krumlov („Horní hrad”), care a fost reconstruit în stil renascentist de către arhitecți italieni în secolul al XVI-lea. El este un complex format din 40 de clădiri și palate. Primul document care îi atestă vechimea datează din anul 1253. Castelul Český Krumlov este neobișnuit de mare pentru un oraș de mărimea lui Krumlov; el este al doilea castel ca mărime din Republica Cehă după complexul cetății Praga. În interiorul motivele sale sunt o mare grădină rococo, un pod extins peste un decalaj adânc în stânca pe care este construit castelul, și castelul în sine, care, la rândul său constă din multe părți definite datând din diferite perioade de timp. După gradina nu a fost menținută în mod adecvat în a doua jumătate a secolului 20, site-ul a fost inclus în 1996 World Monuments Watch de Monumentelor Fondul Mondial. Cu sprijin financiar din partea American Express fântână centrală a grădinii a fost documentată și reconstruit, și este funcțional în prezent. [5]
- Podul cu trei nivele („Plášťový most”), cu înălțimea de 40 m și lungimea de 30 m, ce unește Castelul Krumlov cu grădina și teatrul.
- Biserica Sf. Vit („Kostel sv. Víta”) este o biserică gotică ce datează din secolul al XV-lea, cu fresce din aceeași perioadă.
- Biserica Sf. Jost („Kostel sv. Jošta”)
- Scena teatrului castelului Český Krumlov Castle păstrează teatru baroc de, construit 1680-82 sub Prince Johann Christian von Eggenberg I și renovat cu moderne (la acea vreme) Echipament etapă în Josef Adam zu Schwarzenberg 1765-66. Cu această mașini stadiu inițial, peisaje și elemente de recuzită este printre doar câteva teatre astfel de judecată, care încă mai există [6] Datorită vârstei sale, teatrul este folosit doar de trei ori pe an (numai două sunt deschise publicului), atunci când un Opera în stil baroc este realizată în lumina lumânărilor simulat. Ultimul proprietar privat al castelului a fost Adolph Schwarzenberg. A fost aici că el a primit președintele Edvard Beneš și ia dat o contribuție mare pentru apărarea Cehoslovaciei împotriva amenințării tot mai mare de Germania nazistă. Proprietatea sa a fost confiscată de Gestapo în 1940 și apoi confiscate de guvernul cehoslovac în anul 1945.
- Krumlov are un muzeu dedicat pictorului Egon Schiele, care a trăit în oraș. La aproximativ 10 km de Krumlov este una dintre cele mai vechi mănăstiri din Bohemia, Zlatá Koruna („Coroana de Aur”). Aproximativ 30 km (19 mi) de la Krumlov este Castelul Hluboka,  stabilit în secolul al doisprezecelea și mai târziu remodelat în  imitație de Castelul Windsor.  Krumlov este aproape de Parcul Național Šumava, cel mai mare parc național din Republica Cehă. Munții  Šumava se află de-a lungul graniței cu Austria și Germania și oferă o  gamă de habitate naturale - turbarii, pasuni alpine, păduri vechi de  creștere, lacuri, râuri și. Zona este popular cu pietoni, bicicliști, și canoeists pe Vltava. Cesky Krumlov este doar o mică distanță de Lacul Lipno de om, pe care  mulți oameni să ia excursii cu barca la diverse orașe mici de pe lac și,  de asemenea, până la barajul, care este o centrală electrică  hidro-electrice.  Český Krumlov este acasa, la Pivovar Eggenberg Brewery. Acesta  a fost, de asemenea, folosite ca locuri de filmare pentru filme, cum ar  fi 2006 de filme de Iluzionistul And Hostel, precum și 1970 de film  german Traumstadt (vis oraș).

## Galerie de imagini

Český Krumlov - Castelul Krumlov („Horní hrad”) şi Biserica Sf. Jost („Kostel sv. Jošta”)
Český Krumlov - Castelul Krumlov („Horní hrad”)
Český Krumlov – Podul cu 3 etaje („Plášťový most”)
Český Krumlov – Biserica Sf. Vit („Kostel sv. Víta”)
Český Krumlov - Biserica Sf. Vit („Kostel sv. Víta”) şi Vltava
Český Krumlov - Vltava